# 2025–2026-os JOJ Šport Slovenský pohár-szezon
A 2025–2026-os JOJ Šport Slovenský pohár-szezon a JOJ Šport Slovenský pohár szlovák jégkorongkupa-sorozat ötödik szezonja.

## Résztvevők
| Csapat                                               | Város             | Kerület                 | Jégcsarnok                    | Férőhely | Alapítás éve | Vezetőedző       |
| ---------------------------------------------------- | ----------------- | ----------------------- | ----------------------------- | -------- | ------------ | ---------------- |
| TSS Group Spartak Dubnica (DCA)                      | Máriatölgyes      | Trencséni kerület       | Máriatölgyesi jégcsarnok      | 3 500    | 1942         | Roman Stantien   |
| HC Nové Zámky (NZA)                                  | Érsekújvár        | Nyitrai kerület         | Érsekújvári Téli Stadion      | 4 500    | 1965         |                  |
| HK TAM Levice (LEV)                                  | Léva              | Nyitrai kerület         | Lévai jégcsarnok              | 2 286    | 1987         | Jakub Ručkay     |
| HK Detva (DET)                                       | Gyetva            | Besztercebányai kerület | Gyetvai jégcsarnok            | 1 800    | 2007         | Richard Šechný   |
| HK 95 Považská Bystrica (PVY)                        | Vágbeszterce      | Trencséni kerület       | Vágbesztercei jégcsarnok      | 2 400    | 1938         | Jakub Ručkay     |
| HK ESMERO Skalica (SKA)                              | Szakolca          | Nagyszombati kerület    | ESMERO Aréna                  | 4 095    | 1936         | Michal Ružička   |
| HC Topoľčany (TOP)                                   | Nagytapolcsány    | Nyitrai kerület         | Nagytapolcsányi jégcsarnok    | 3 400    | 1932         | Vladimír Matejov |
| HK MŠK Indian Žiar nad Hronom (ŽNH)                  | Garamszentkereszt | Besztercebányai kerület | Garamszentkereszti jégcsarnok | 2 500    | 1952         | Jerguš Bača      |
| HC 19 Humenné (HUM)                                  | Homonna           | Eperjesi kerület        | Homonnai Jégcsarnok           | 3 150    | 2019         | Tibor Tartaľ     |
| HC TEBS Bratislava (TBA)                             | Pozsony           | Pozsonyi kerület        | Vladimír Dzurilla jégcsarnok  | 3 500    | 2010         | Rudolf Jendek    |
| MHA Martin (MHA)                                     | Turócszentmárton  | Zsolnai kerület         | Turócszentmártoni jégcsarnok  | 4 200    | 2018         | Martin Hrnčár    |
| MŠK Púchov (PUM)                                     | Puhó              | Trencséni kerület       | Puhói jégcsarnok              | 1 943    | 1946         | Miroslav Nemček  |
| HKM Rimavská Sobota (RSO)                            | Rimaszombat       | Besztercebányai kerület | Rimaszombati jégcsarnok       | 1 000    | 1995         | Andrej Péter     |
| DOXXbet Vlci Žilina (ZIL) (DOXXbet Zsolnai farkasok) | Zsolna            | Zsolnai kerület         | Niké Aréna                    | 6 200    | 1925         | Milan Bartovič   |
| HC Prešov (PRE) (HC Eperjes)                         | Eperjes           | Eperjesi kerület        | ICE Aréna                     | 3 600    | 2023         | Steve Kasper     |